# Branșament electric
Branșamentul electric este instalația de joasă tensiune destinată alimentării cu energie electrică a unui consumator, executată de la linia electrică de distribuție până la contorul electric de la consumator.

## Definiție
Branșamentul electric reprezintă circuitul electric care face legătura între rețeaua de joasă tensiune a distribuitorului și instalația de utilizare a consumatorului, prin care acestuia i se furnizează energie electrică.

## Clasificarea branșamentelor electrice
- Branșamente electrice aeriene monofazate sau trifazate;
- Branșamente electrice subterane monofazate sau trifazate;
- Branșamente electrice individuale;
- Branșamente electrice colective.

## Părțile componente
- linia electrică aeriană sau subterană până la firidă;
- firida de branșament;
- coloana electrică care face legătura între firidă și contorul abonatului.

## Realizarea branșamentului electric
Procesul tehnologic de execuție a branșamentelor se referă numai la operațiile executate fără tensiune. Branșamentele se proiectează și se execută numai în baza dosarelor preliminare depuse la întreprinderea furnizoare de energie electrică și aprobate de aceasta. După efectuarea studiilor și măsurătorilor pe teren, întreprinderea furnizoare întocmește devizele și notele de lucrări în vederea executării branșamentului.